# 反凤鸟属
反凤鸟属（学名：Enantiophoenix）是反鸟亚纲已灭绝的一个属，从黎巴嫩桑宁组发现的化石遗骸中获知。一块保存有另一件标本的琥珀表明反凤鸟可能以树液为食。